# Роберт Інглунд
Роберт Бартон Інглунд (англ. Robert Barton Englund; нар. 6 червня 1947, Ґлендейл, Каліфорнія, США) — американський актор, чиєю найвідомішою роллю є роль вигаданого серійного вбивці Фредді Крюгера в серії фільмів жахів «Кошмар на вулиці В'язів». Отримав номінацію на премію «Сатурн» за виконання ролей у фільмах цієї серії в 1987 і 1988 роках. Роберт Інглунд — актор класичної школи.

## Вибіркова фільмографія

### Фільми
| Рік  |     | Українська назва                          | Оригінальна назва                                  | Роль                         |
| ---- | --- | ----------------------------------------- | -------------------------------------------------- | ---------------------------- |
| 1974 | ф   | Бастер і Біллі                            | Buster and Billie                                  | Вайті                        |
| 1975 | ф   | Метушня                                   | Hustle                                             | грабіжник                    |
| 1976 | ф   | Залишайся голодним                        | Stay Hungry                                        | Франклін                     |
| 1976 | ф   | З'їдені живцем                            | Eaten Alive                                        | Бак                          |
| 1978 | ф   |                                           | The Fifth Floor                                    | Бенні                        |
| 1981 | ф   |                                           | Dead & Buried                                      | Гаррі                        |
| 1981 | ф   |                                           | Galaxy of Terror                                   | Ренджер                      |
| 1984 | ф   | Кошмар на вулиці В'язів                   | A Nightmare on Elm Street                          | Фредді Крюгер                |
| 1985 | ф   | Кошмар на вулиці В'язів 2: Помста Фредді  | A Nightmare on Elm Street Part 2: Freddy's Revenge | Фредді Крюгер                |
| 1986 | ф   |                                           | Never Too Young to Die                             | Райлі                        |
| 1987 | ф   | Кошмар на вулиці В'язів 3: Воїни сну      | A Nightmare on Elm Street 3: Dream Warriors        | Фредді Крюгер                |
| 1988 | ф   | Кошмар на вулиці В'язів 4: Повелитель сну | A Nightmare on Elm Street 4: The Dream Master      | Фредді Крюгер                |
| 1989 | ф   | Кошмар на вулиці В'язів 5: Дитя сну       | A Nightmare on Elm Street: The Dream Child         | Фредді Крюгер                |
| 1989 | ф   | Привид Опери                              | The Phantom of the Opera                           | Ерік                         |
| 1990 | ф   | Пригоди Форда Ферлейна                    | The Adventures of Ford Fairlane                    | Смайлі                       |
| 1991 | ф   | Фредді мертвий. Останній кошмар           | Freddy's Dead: The Final Nightmare                 | Фредді Крюгер                |
| 1993 | ф   | Нічні жахи                                | Night Terrors                                      | Поль Шевальє / Маркіз де Сад |
| 1994 | ф   | Кошмар на вулиці В'язів 7: Новий кошмар   | A Nightmare on Elm Street 7:New Nightmare          | Фредді Крюгер                |
| 1995 | ф   | Коток                                     | The Mangler                                        | Вільям Гартлі                |
| 1997 | ф   | Виконавець бажань                         | Wishmaster                                         | Реймонд Б'юмонт              |
| 1998 | ф   | Разом з Дідлами                           | Meet the Deedles                                   | Немо                         |
| 1998 | ф   | Міські легенди                            | Urban Legend                                       | професор Вільям Векслер      |
| 2003 | ф   | Фредді проти Джейсона                     | Freddy vs. Jason                                   | Фредді Крюгер                |
| 2005 | ф   | 2001 маніяк                               | 2001 Maniacs                                       | мер Бакман                   |
| 2006 | ф   | Сокира                                    | Hatchet                                            | Семпсон Данстон              |
| 2011 | ф   | Інкубус                                   | Inkubus                                            | Інкубус                      |
| 2012 | тф  |                                           | Lake Placid: The Final Chapter                     | Джим Бікерман                |
| 2015 | тф  | Лейк Плесід проти Анаконди                | Lake Placid vs. Anaconda                           | Джим Бікерман                |
| 2020 | док |                                           | In Search of Darkness: Part II                     | у ролі самого себе           |
| 2022 | ф   | Вибирай або помри                         | Choose or Die                                      | у ролі самого себе           |

### Серіали
| Рік       |    | Українська назва                   | Оригінальна назва            | Роль                  |
| --------- | -- | ---------------------------------- | ---------------------------- | --------------------- |
| 1980      | с  | Янголи Чарлі                       | Charlie's Angels             | Гарольд Белкін        |
| 1981      | с  | Подружжя Гарт                      | Hart to Hart                 | Бадді Кілгор          |
| 1984—1985 | с  | V                                  | V                            | Віллі                 |
| 1986      | с  | Макгайвер                          | MacGyver                     | Тім                   |
| 1986      | с  | Лицар доріг                        | Knight Rider                 | Едвард Кент           |
| 1996      | с  | Вокер, техаський рейнджер          | Walker, Texas Ranger         | Лайл Екерт            |
| 1996      | с  | Вавилон-5                          | Babylon 5                    | Єремія                |
| 1996      | с  | Вир світів                         | Sliders                      | доктор Джеймс Олдон   |
| 1997      | с  | Одружені... та з дітьми            | Married... with Children     | Люцифер               |
| 1998      | мс | Сімпсони                           | The Simpsons                 | Фредді Крюгер         |
| 2001      | с  | Усі жінки — відьми                 | Charmed                      | Геммілл               |
| 2010      | с  | Кістки                             | Bones                        | Рей Бакслі            |
| 2010      | с  | Чак                                | Chuck                        | доктор Стенлі Вілрайт |
| 2010      | с  | Надприродне                        | Supernatural                 | доктор Роберт         |
| 2011      | с  | Гаваї 5.0                          | Hawaii Five-0                | Семюел Лі             |
| 2012      | с  | Криміналісти: мислити як злочинець | Criminal Minds               | детектив Гасснер      |
| 2014      | мс | Черепашки Ніндзя                   | Teenage Mutant Ninja Turtles | Дайр                  |
| 2018      | с  | Ґолдберги                          | The Goldbergs                | Фредді Крюгер         |
| 2021—2022 | мс | DOTA: Кров дракона                 | DOTA: Dragon's Blood         | Етерак                |
| 2022      | с  | Дивні дива                         | Stranger Things              | Віктор Кріл           |